# Cethosia phanaroia
Cethosia phanaroia är en fjärilsart som beskrevs av Hans Fruhstorfer 1912. Cethosia phanaroia ingår i släktet Cethosia och familjen praktfjärilar. Inga underarter finns listade i Catalogue of Life.